# Rovigo Calcio
Rovigio Calcio is een Italiaanse voetbalclub uit Rovigo die speelt in de Serie C2/B. De club werd opgericht in 1908.